# Anabarhynchus gascoyne
Anabarhynchus gascoyne är en tvåvingeart som beskrevs av Lyneborg 2001. Anabarhynchus gascoyne ingår i släktet Anabarhynchus och familjen stilettflugor. Inga underarter finns listade i Catalogue of Life.